# Saint-Maurice-sur-Aveyron
Saint-Maurice-sur-Aveyron to miejscowość i gmina we Francji, w Regionie Centralnym, w departamencie Loiret.
Według danych na rok 1990 gminę zamieszkiwało 721 osób, a gęstość zaludnienia wynosiła 13 osób/km² (wśród 1842 gmin Regionu Centralnego Saint-Maurice-sur-Aveyron plasuje się na 532. miejscu pod względem liczby ludności, natomiast pod względem powierzchni na miejscu 61.).